# The Idea of You
The Idea of You är en amerikansk dramafilm som hade premiär den 2 maj 2024 på strömningstjänsten Prime Video. Filmen är regisserad av Michael Showalter som även skrivit filmens manus tillsammans med Jennifer Westfeldt och Robinne Lee.

## Handling
Filmen kretsar kring Solène som är en 40-årig frånskild mamma som inleder en romans med 24-åriga Hayes Campbell, sångare i det berömda pojkbandet August Moon.

## Rollista (i urval)
- Anne Hathaway – Solène
- Nicholas Galitzine – Hayes Campbell
- Ella Rubin – Izzy
- Reid Scott – Dan
- Jordan Aaron Hall – Zeke
- Jaiden Anthony – Adrian
- Annie Mumolo
- Perry Mattfeld